# اصطناع حيوي

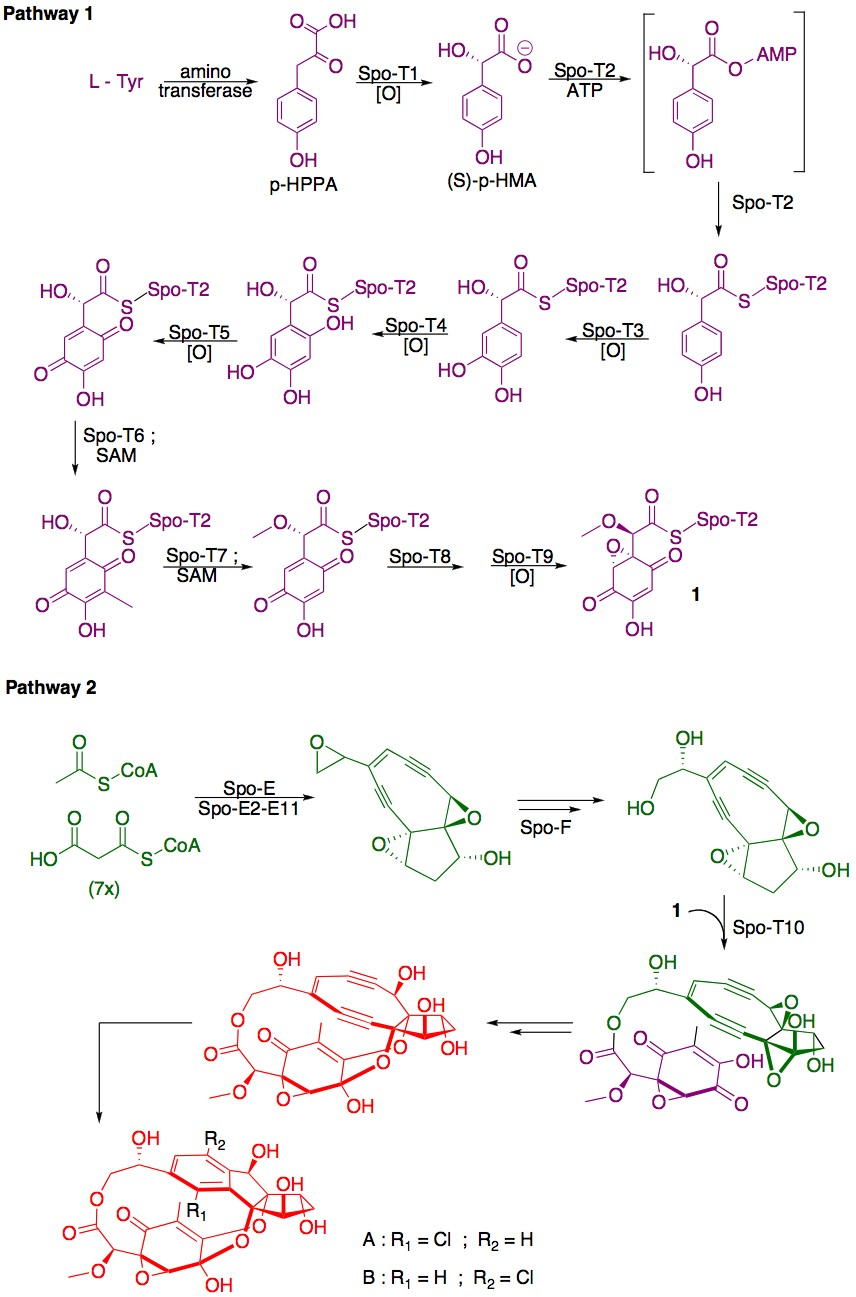

الاصطناع الحيوي أو التخليق الحيوي أو التكوين الحيوي هو طريقة تكون بها الخلايا الحية مركبات كيميائية معقدة من مواد أبسط. فمثلاً ترتبط جزيئات بسيطة، تسمى الحموض الأمينية معاً لتكوين البروتينات، كما يكون ثاني أكسيد الكربون في النباتات، والسكريات، والنشا. تحتاج كل خلية، مثل المصانع تماماً، مواد خاماً وعمالاً، ومصادر الطاقة قبل أن تتمكن من صنع منتجاتها. والمركبات الكيميائية البسيطة نسبياً، هي المواد الخام للتخليق الحيوي، والتي يحصل عليها الإنسان والحيوان من هضم الغذاء، وتحصل عليها النباتات من التركيب الضوئي والتنفس. أما الأحياء المجهرية مثل: البكتيريا، والخميرة، فتحصل عليها من محيطها. وعمال الخلية إنزيمات، وهي جزيئات البروتين التي تسرع التفاعلات الكيموحيوية. وتحتوي الخلية على مئات أو آلاف الأنواع المختلفة من الإنزيمات، يكون كل نوع منها مسؤولا عن تسريع تفاعل محدد، أو مجموعة من التفاعلات المتشابهة، وأحد مصادر الطاقة الرئيسية للخلية هو ثالث فوسفات الأدينوزين، وهو مركب غني بالطاقة. تطلق إنزيمات خاصة الطاقة المحتواة في ثالث فوسفات الأدينوزين، متى احتاجت إلى القدرة لإحداث تفاعل. ويعيد الإنسان والحيوانات ومعظم أنواع البكتيريا، بشكل مستمر، تخزين ما يسد الحاجة من ثالث فوسفات الأدينوزين بوساطة أخذ الطاقة المحرزة من الغذاء المهضوم. تجدد النباتات ما يسد حاجتها من ثالث فوسفات الأدينوزين بشكل رئيسي بوساطة تجميع الطاقة من الشمس.

## خواص التفاعلات الكيميائية
يحدث الاصطناع الحيوي بسبب سلسلة من التفاعلات الكيميائية، ويُعتبر وجود العناصر التالية ضروريًا لحدوث التفاعل:
- مركبات طليعية: هذه المركبات هي جزيئات أو ركائز لبدء التفاعل. يمكن اعتبارها أيضًا على أنها كواشف في عمليات كيميائية معينة.
- الطاقة الكيميائية: توجد الطاقة الكيميائية على شكل جزيئات عالية الطاقة. هذه الجزيئات مطلوبة للتفاعلات التي تحتاج إلى طاقة عالية لحدوثها. إضافة إلى ذلك، يسرع التحلل المائي لهذه المركبات من التفاعل. تحتوي الجزيئات عالية الطاقة، مثل الأدينوسين ثلاثي الفوسفات، على ثلاث ذرات فوسفات. غالبًا ما ينفصل الفوسفات الطرفي أثناء التحلل المائي وينتقل إلى جزيء آخر.
- الإنزيمات التحفيزية: هذه الجزيئات عبارة عن بروتينات خاصة تحفز التفاعل عن طريق زيادة معدل التفاعل وخفض طاقة التنشيط.
- الإنزيمات المساعدة أو العوامل المساعدة: عبارة عن جزيئات تساعد في التفاعلات الكيميائية. قد تكون أيونات معدنية (فلزية)، أو مشتقات فيتامينية مثل ثنائي نوكليوتيد الأدنين وأميد النيكوتين، وأسيتيل مرافق الإنزيم-أ، أو مشتقات غير فيتامينية مثل الأدينوسين ثلاثي الفوسفات. ينقل الجزيء الطاقة في حالة ثنائي نوكليوتيد الأدنين وأميد النيكوتين على شكل أيون هيدروجين، بينما ينقلها أسيتيل مرافق الإنزيم-أ على شكل مجموعة أسيتيل، وينقلها الأدينوسين ثلاثي الفوسفات على شكل أيون فوسفات.

وبشرح أبسط، تملك تفاعلات الاصطناع الحيوي التنسيق التالي:
{\displaystyle {\ce {Reactant ->[][enzyme] Product}}}
ستُناقش بعض الاختلافات في هذه المعادلة الأساسية لاحقًا بمزيد من التفصيل، وهي:
1.   مركبات بسيطة تتحول إلى مركبات أخرى، على أنها جزء من مسار تفاعل متعدد الخطوات عادةً. يحدث مثالان لهذا النوع من التفاعل أثناء تكوين الأحماض النووية وتحميل الحمض الريبي النووي النقال المعلومات قبل الترجمة. تحتاج بعض هذه الخطوات إلى الطاقة الكيميائية.
{\displaystyle {\ce {{Precursor~molecule}+ATP<=>{product~AMP}+PP_{i}}}}
2.   مركبات بسيطة تتحول إلى مركبات أخرى بمساعدة العوامل المساعدة. فمثلًا، يحتاج تصنيع الدهون الفوسفورية إلى أستيل مرافق الإنزيم-أ، بينما يحتاج تصنيع مكوِّن آخر من الغشاء، وهو السفينغو ليبيدات إلى ثنائي نوكليوتيد الأدنين وأميد النيكوتين لتشكيل الأساس السفينغوزيني له. المعادلة العامة لهذه الأمثلة هي:
{\displaystyle {\ce {{Precursor~molecule}+Cofactor->[][enzyme]macromolecule}}}
3.   مركبات بسيطة تتحد معًا لتكوين جزيء ضخم. فمثلًا، تتحد الأحماض الدهنية معًا لتكوين الدهون الفوسفورية. في المقابل، تتفاعل الفسفو ليبيدات والكولسترول بروابط لا تساهمية من أجل تكوين طبقة ثنائية الدهون. يمكن وصف رد الفعل هذا على النحو التالي:
{\displaystyle {\ce {{Molecule~1}+Molecule~2->macromolecule}}}

## الليبيدات
تُصنع العديد من الجزيئات الكبيرة المعقدة من هياكل بسيطة متكررة. فمثلًا، أبسط تراكيب الدهون هي الأحماض الدهنية. الأحماض الدهنية هي مشتقات هيدروكربونية تحتوي على مجموعة كربوكسيل «في الرأس» وسلسلة هيدروكربونية «في الذيل». تشكل هذه الأحماض الدهنية مكونات أكبر، والتي بدورها تندمج بتفاعلات لا تساهمية لتشكيل طبقة ثنائية الدهون. توجد سلاسل الأحماض الدهنية في مكونين رئيسيين من الدهون الغشائية، هما الدهون الفوسفورية والسفينغو ليبيدات. المكون الغشائي الرئيسي الثالث هو الكولسترول، الذي لا يحتوي على وحدات الأحماض الدهنية هذه.

### الفوسفو ليبيدات
يتكون أساس جميع الأغشية الحيوية من بنية ثنائية الطبقة من الدهون الفوسفورية. جزيء الفوسفو ليبيد هو جزيء مزدوج الألفة، ويحتوي على رأس قطبي محب للماء وذيل غير قطبي كاره للماء. تتفاعل رؤوس الفوسفو ليبيدات مع بعضها البعض ومع الوسائط المائية، بينما توجه الذيول الهيدروكربونة نفسها إلى المركز بعيدًا عن الماء. تؤدي هذه التفاعلات الأخيرة إلى تشكل بنية الطبقة الثنائية التي تعمل كحاجز للأيونات والجزيئات.
يوجد أنواع مختلفة من الفوسفو ليبيدات. وبالتالي، تختلف مسارات تركيبها. ومع ذلك، تتضمن الخطوة الأولى في تركيب الفوسفو ليبيدات تكوين الفوسفاتيدات أو دياسيل الغليسرين 3-فوسفات في الشبكة الإندوبلازمية والغشاء الخارجي للمتقدرة.
يبدأ المسار بالغليسرول 3-فوسفات، والذي يتحول إلى ليسو فوسفاتيدات عن طريق إضافة سلسلة الأحماض الدهنية عن طريق أسيل مرافق الإنزيم-أ. بعد ذلك، يتحول الليسو فوسفاتيدات إلى فوسفاتيدات عن طريق إضافة سلسلة حمض دهني أخرى عن طريق أسيل مرافق الإنزيم-أ، تتنشط كل هذه الخطوات بواسطة إنزيم فوسفات غليسرين أسيل ترانسفيراز. يستمر تصنيع الفسفو ليبيدات في الشبكة الإندوبلازمية، ويتباعد مسار الاصطناع الحيوي اعتمادًا على مكونات كل فوسفو ليبيد.

### السفينغو ليبيدات
مثل الفسفو ليبيدات، تملك هذه السفينغو ليبيدات المشتقة من الأحماض الدهنية رأسًا قطبيًا وذيولًا غير قطبية. وعلى عكس الفسفو ليبيدات، تمتلك السفينغو ليبيدات أساسًا سفينغوزينيًا. توجد الدهون السفنغولية في الخلايا حقيقية النواة وتوجد بمستويات عالية في الجهاز العصبي المركزي، فمثلُا، السفنغوميلين هو جزء من غمد الميالين الذي يغلف الألياف العصبية.
تتكون السفينغو ليبيدات من سيراميدات، والتي تتكون من سلسلة من الأحماض الدهنية المرتبطة بالمجموعة الأمينية للأساس السفينغوزيني. تُصنع هذه السيراميدات من أسيلة السفينغوزين.
بحسب الصورة، يخضع بالميتويل مرافق الإنزيم-أ والسيرين لتفاعل تكاثف ينتج عنه تكوين ديهيدرو سفينغوزين. يتحول هذا الناتج بعد ذلك إلى شكل ثنائي هيدرو بينغوزين، الذي يتحول إلى سفينغوزين عن طريق تفاعل الأكسدة الذي يتواسطه ثنائي نيوكلوتيد الفلافين والأدينين.

### الكولسترول
ينتمي هذا نوع من الليبيدات إلى فئة من الجزيئات تسمى الستيرولات. تحتوي الستيرولات على أربع حلقات مدمجة ومجموعة هيدروكسيل. الكولسترول هو جزيء مهم بشكل خاص، فهو ليس فقط أحد مكونات الأغشية الدهنية، بل يشكل أيضًا جزءًا مهمًا في العديد من الهرمونات الستيرويدية، بما في ذلك الكورتيزول والتستوستيرون والإستروجين.
يُصنع الكولسترول من الأسيتيل المرافق للإنزيم-أ.
يُصنع بشكل عام على ثلاث مراحل. تحدث المرحلة الأولى في السيتوبلازم والمرحلة الثانية والثالثة في الشبكة الإندوبلازمية. المراحل هي كما يلي:
1.   تصنيع البيروفوسفات إيزوبنتينيل، «أساس بنية» الكولسترول.
2.   تشكيل السكوالين عن طريق تكثيف ستة جزيئات من فوسفات الإيزوبنتنيل.
3.   تحويل السكوالين إلى كولسترول عن طريق عدة تفاعلات أنزيمية.